# Lorne Leibel
Lorne Leibel (* 14. Januar 1951 in Toronto) ist ein ehemaliger kanadischer Segelsportler. 
Er nahm 1976 an den Olympischen Spielen in Montreal teil. Mit seinem Cousin Allan Leibel segelte er mit dem Tempest-Boot auf dem Ontariosee. Nach Platz sieben und sechs in den ersten beiden Rennen wurde er allerdings bei der Dopingkontrolle nach dem dritten Rennen positiv auf Norephedrin getestet und disqualifiziert. Trotzdem durften die beiden weiter teilnehmen und schafften nach sieben Rennen noch den siebten Platz im Endklassement.